# Karl Keim
Karl Keim (* 23. Juli 1899 in Obertürkheim; † 13. April 1988 in Ulm) war Mitglied des Württembergischen Landtages, deutscher kommunistischer Widerstandskämpfer gegen den Nationalsozialismus, Häftling im KZ Buchenwald und Vorstandsmitglied der VVN Baden-Württemberg.

## Leben
Keim war zunächst Metallarbeiter in Göppingen, später bis 1939 Arbeiter bei der Robert Bosch GmbH in Feuerbach.
Nach seiner Berufsausbildung trat er in die Kommunistische Partei Deutschlands (KPD) ein und engagierte sich in der Zeit der Weimarer Republik gegen die nationalkonservativen und völkischen Feinde der Republik. 1932 wurde er in den Landtag des freien Volksstaates Württemberg gewählt. Nach der Machtübertragung an die NSDAP wurde er 1933 in „Schutzhaft“ genommen und mehrmals zu Gefängnishaft verurteilt. 1938 wurde er in das KZ Buchenwald eingeliefert. Nach einiger Zeit wurde er Kapo des Arbeitskommandos Lagerschutz und beteiligte sich als Mitglied der illegalen deutschen militärischen Sektion der Internationalen Militärorganisation (IMO). Dem Lagerschutz gehörten im April 1945 100 Häftlinge an.
Als die NS-Herrschaft beseitigt war, ging er in seine Heimat Württemberg zurück. Er war in der Landesstelle Württemberg-Baden für die politisch Verfolgten beschäftigt und beteiligte sich an der erinnerungspolitischen Arbeit im Sinne des Vermächtnisses der befreiten Häftlinge von Buchenwald. Keim gehörte zu den Gründern des Interzonalen Beirates der VVN vom Mai bis Dezember 1947 sowie 1948 zum VVN-Rat zur Koordinierung der Arbeit aller VVN-Länderorganisationen.